# Demy de Zeeuw
Demy de Zeeuw (wym. [ˈdeːmi də ˈzeːu̯]; ur. 26 maja 1983 w Apeldoorn) – piłkarz holenderski grający na pozycji defensywnego pomocnika.

## Kariera klubowa
De Zeeuw jest wychowankiem klubu AGOVV Apeldoorn, pochodzącego z jego rodzinnego miasta. Grał tam jedynie w juniorach, a jego pierwszym profesjonalnym klubem był Go Ahead Eagles, w którym zadebiutował w Eerstedivisie, 17 lutego 2002 w przegranym 0:1 meczu z FC Zwolle. Przez początkowe lata kariery de Zeeuw był raczej rezerwowym w klubie, ale w sezonie 2004/2005 pokazał już pełnię swoich umiejętności będąc jednym z lepszych piłkarzy w zespole, rozegrał 34 mecze i zdobył 3 gole.
Latem 2005 po de Zeeuwa zgłosił się budujący silny skład i mający wysokie aspiracje AZ Alkmaar i Demy podpisał kontrakt z tym zespołem. Od początku sezonu coraz częściej grywał w pierwszym składzie. Rozegrał w AZ Alkmaar 26 meczów i strzelił 1 gola. W Pucharze UEFA z AZ dotarł do 1/16 finału, jednak zespół odpadł po dwumeczu z Realem Betis. W lidze z zespołem z Alkmaaru zajął 2. miejsce, jednak drużyna nie zdołała awansować do Ligi Mistrzów. Latem 2006 z zespołu odeszli konkurenci do miejsca w składzie Denny Landzaat oraz Barry van Galen i De Zeeuw miał pewne miejsce w składzie drużyny prowadzonej przez Louisa van Gaala, a zajął z nią 3. miejsce w Eredivisie w 2007 roku.
24 lipca 2009 de Zeeuw podpisał czteroletni kontrakt z Ajaksem Amsterdam. W sezonie 2010/2011 wywalczył z Ajaksem tytuł mistrza Holandii.
6 lipca 2011 przeszedł do Spartaka Moskwa. W 2013 roku został zawodnikiem RSC Anderlecht, z którym został w sezonie 2012/2013 mistrzem kraju. W 2014 roku przeszedł do NAC Breda.
| Sezon   | Klub            | Kraj     | Rozgrywki     | Mecze | Bramki |
| ------- | --------------- | -------- | ------------- | ----- | ------ |
| 2001/02 | Go Ahead Eagles | Holandia | Eerstedivisie | 3     | 0      |
| 2002/03 | Go Ahead Eagles | Holandia | Eerstedivisie | 10    | 1      |
| 2003/04 | Go Ahead Eagles | Holandia | Eerstedivisie | 18    | 3      |
| 2004/05 | Go Ahead Eagles | Holandia | Eerstedivisie | 34    | 3      |
| 2005/06 | AZ Alkmaar      | Holandia | Eredivisie    | 26    | 1      |
| 2006/07 | AZ Alkmaar      | Holandia | Eredivisie    | 32    | 5      |
| 2007/08 | AZ Alkmaar      | Holandia | Eredivisie    | 31    | 6      |
| 2008/09 | AZ Alkmaar      | Holandia | Eredivisie    | 30    | 3      |
| 2009/10 | AFC Ajax        | Holandia | Eredivisie    | 32    | 7      |
| 2010/11 | AFC Ajax        | Holandia | Eredivisie    | 27    | 1      |
| 2011/12 | Spartak Moskwa  | Rosja    | Priemjer-Liga | 13    | 2      |
| 2012/13 | Spartak Moskwa  | Rosja    | Priemjer-Liga | 12    | 0      |
| 2012/13 | RSC Anderlecht  | Belgia   | Eerste klasse | 12    | 2      |
| 2013/14 | RSC Anderlecht  | Belgia   | Eerste klasse | 14    | 1      |
| 2014/15 | NAC Breda       | Holandia | Eredivisie    | 12    | 2      |

## Kariera reprezentacyjna
Dobra gra w Eredivisie spowodowała, że de Zeeuwem zainteresował się selekcjoner reprezentacji Holandii Marco van Basten. 28 marca 2007 de Zeeuw zadebiutował w kadrze w wygranym 1:0 wyjazdowym meczu ze Słowenią, w 74. minucie zmieniając Johna Heitingę. 28 maja 2008 został powołany do kadry na Euro 2008.
Wcześniej de Zeeuw występował w młodzieżowej kadrze Holandii U-21. W 2006 roku wystąpił na młodzieżowych mistrzostwach Europy U-21 w Portugalii, z których przywiózł złoty medal za mistrzostwo kontynentu.